# レンサ球菌
レンサ球菌（レンサきゅうきん、連鎖球菌）とは、ラクトバシラス目Lactobacillalesレンサ球菌属（Streptococcus 属）に属するグラム陽性球菌である細菌の総称。乳酸菌に分類される菌属でもある。
一つ一つの球菌が規則的に、直鎖状に配列して増殖し、光学顕微鏡下で観察すると「連なった鎖」のように見えるため、もう一つのグラム陽性球菌のグループであるブドウ球菌（ブドウの房状に配列する）との対比から「レンサ（連鎖）球菌」と名付けられた。属名の Streptococcus は、ギリシャ語で「よじる」を意味する στρέφω から派生した στρεπτός （streptos: 曲げやすい、柔軟な）と、球菌を意味する coccus （元はラテン語で「（穀物の）粒」や「木の実」の意）に由来し、曲がりやすい紐のような配列をする球菌を意味する。従来は漢字表記の「連鎖球菌」が用いられていたが、2005年以降は仮名交じりの「レンサ球菌」の表記が、微生物学や医学の分野では優勢である。
元来の「レンサ球菌」(streptococcus) とは、細菌が発見されて間もない、分類法が整理されていない頃に細菌の形態および配列から名付けられた名称である。その後の分類によって、当初レンサ球菌属として分類されていたグループから腸球菌 (Enterococcus) が独立した科 (Enterococcaceae) として分類された。またレンサ球菌属として分類されてきた中にも、肺炎球菌 (S. pneumoniae) のように連鎖状を示さない双球菌も含まれている。ここでは、レンサ球菌属に属する細菌全般 (Streptococcus sp.) を解説する。形態上の分類に基づく古典的なレンサ球菌については球菌の項を参照。

## 特徴
レンサ球菌は、直径 1µm程度のグラム陽性球菌で、個々の菌体が規則に直鎖状に並んだ配列をする、通性嫌気性または偏性嫌気性の有機栄養菌である。生化学的には、カタラーゼ陰性である（カタラーゼ酵素を持たないこと）から、他の代表的なグラム陽性球菌と鑑別される。一般に呼吸によるエネルギー産生は行わず、酸素のある状態でもない状態でも、もっぱら乳酸発酵によってエネルギーを得る。またレンサ球菌属の細菌は、一般に栄養要求性が厳しく、通常の寒天培地での生育はあまりよくない。このため血液寒天培地やチョコレート寒天培地などの生体成分を含む培地がレンサ球菌の分離や培養に用いられる。特にレンサ球菌属内での鑑別同定のためには、溶血性の違いが重要な性状であるため、血液寒天培地が多用される。

## 種類
レンサ球菌は、まずその溶血性によりα、β、γ溶血性の3群に分けられ、さらにβ溶血性レンサ球菌は、細胞壁多糖体抗原の免疫学的差異に基づくランスフィールドによる分類法により細かくグループ分けされている。

### α溶血性
臨床的に重要なα溶血性レンサ球菌としては、肺炎球菌（羅 Streptococcus pneumoniae、英では通称 Pneumococcus）や、緑色連鎖球菌（羅 Streptococcus viridans）が挙げられる。
- 肺炎球菌 - 形状は2個の楕円形の菌が長軸上に並ぶランセット型双球菌であるが、分類上は Streptococcus 属に分類される。詳しくは肺炎球菌の項を参照。
- 緑色連鎖球菌 - 口腔内に常在する弱毒菌である。抜歯などの処置に関連して亜急性細菌性心内膜炎や歯性感染の起炎菌になるほか、悪性腫瘍に対する化学療法中に敗血症の起炎菌となることも知られる。

### β溶血性
β溶血性レンサ球菌は、ランスフィールド抗原群別に、A群、B群など大文字アルファベットを冠してグループ分けされる。
- A群β溶血性レンサ球菌 (Group A Streptococcus; GAS) - 羅 Streptococcus pyogenes。日本語で通称溶連菌といえばこの菌をさす。咽頭扁桃炎、皮膚蜂窩織炎などの感染症の起炎菌として重要なほか、急性感染症から潜伏期間をおいて、溶連菌感染後急性糸球体腎炎 (Post-Streptococcal acute glomelular nephritis; PSAGN) や、リウマチ熱 (Rheumatic fever; RF) をまれに発症する。
- B群β溶血性レンサ球菌 (Group B Streptococcus; GBS) - 羅 Streptococcus agalactiae 等。消化管内に常在する菌である。新生児の細菌性髄膜炎、敗血症の起炎菌となり、特に出生後24時間以内に発症する敗血症は死亡率の高い危険な疾病である。このため、妊娠後期の妊婦にGBS保菌のスクリーニングを行い、保菌者は分娩時にペニシリン系抗菌薬の点滴静注を受けることが勧められる。2021年WHOはGBSが年間50万件以上の早産と10万件近い新生児の死亡、また少なくとも4万6千件の死産、重度の障害に関係しているとして早急なワクチン開発を呼びかけた[1]。

### γ溶血性
γ溶血性レンサ球菌は、口腔内等に常在する菌である。歯性感染症や化膿性リンパ節炎などの起炎菌となる可能性はあるが、この群には臨床的に重要な菌は少ない。

## 16S rDNAによる分類
1995年にKawamuraらは16SリボソームDNAの近縁性による分類を提唱した。以下の代表的6群とその他からなる。これまで S. viridans と呼ばれたのは、Mitis, Anginosus, Mutans, Salivarius groupのα溶血菌である。
| グループ                          | 溶血性 | 代表的病原菌種とLancefieldの抗原型                                                   |
| --------------------------------- | ------ | ------------------------------------------------------------------------------------ |
| Pyogenic group                    | β      | S. pyogenes (A) S. agalactiae (B) S. dysgalactiae (C,G)                              |
| Mitis group                       | ほぼα  | S. pneumoniae （肺炎球菌） S. mitis (-,K,O) S. oralis (-) S. sanguinis (H,-)         |
| Anginosus group (以前のS.milleri) | 各種   | β溶血 S. anginosus (-,F,A,C,G) αかγ溶血 S. constellatus (-,F,A,C) S. intermedius (-) |
| Mutans group                      | αかγ   | S. mutans（齲歯菌）(-,E)                                                             |
| Salivarius group                  | ほぼγ  | S. salivarius（唾液レンサ球菌）(K,-)                                                 |
| Bovis group                       | αかγ   | S. bovis（ウシレンサ球菌）(D) S. gallolyticus (D,-)                                  |
| その他                            | αかγ   | S. suis（ブタレンサ球菌）(R,S,RS,T)                                                  |

## 性状
突然変異した場合ヒアルロン酸を作り出す性質がある。

## 臨床像
レンサ球菌が原因となる主な疾患としては以下がある。

### 感染性疾患
- 扁桃周囲膿瘍

### 毒素性疾患
- 猩紅熱
- 丹毒
- 髄膜炎

### 免疫性疾患
- リウマチ熱
- 急性糸球体腎炎

### 食中毒
希な疾患として食中毒がある。消化器系の症状は無く、喉の痛みやはれなどの呼吸器系の症状と発熱や倦怠感。潜伏期間は3時間から3日以上、との報告がされている。

## 治療
一般にペニシリン系抗生物質が有効

## 口腔内での存在
口腔内にはレンサ球菌（ストレプトコッカス属）の多くの菌が存在する。レンサ球菌は口腔フローラ中で最も大きな比率を占めている。口腔フローラに生息するレンサ球菌は口腔レンサ球菌 (oral streptococci) と総称されている。
- 口腔常在菌叢は生後すぐに定着を開始し、個体の成長や歯牙の萌出などの口腔内環境の変化に伴って変動する。また、個人差や家庭での食生活や生活習慣によっても大きな変化がある。
- 口腔常在菌叢の代表的な菌種はほぼ決まっており、分布領域における優勢菌種もほとんど変動はない。以下にストレプトッコカス属の菌を示す。
  - 唾液レンサ球菌 (Streptococcus salivarius)：舌表面の最優勢菌種
  - Streptococcus mitis：頬粘膜および歯牙表面
  - Streptococcus sanguinis：歯牙表面に生息する口腔レンサ球菌で齲蝕病原性はないとされている。
  - Streptococcus mitior：口腔レンサ球菌で齲蝕病原性はないとされている。
  - ストレプトコッカス・ミュータンス (Streptococcus mutans)：歯牙表面に主に生息するが検出頻度は低い。しかし、齲蝕病巣からは確実に分離される。菌体外グルカンや乳酸の産生、酸性条件下での増殖能などから齲蝕の原因菌とされている。
  - ストレプトコッカス・ソブリヌス (Streptococcus sobrinus)：ミュータンス同様の齲歯病原体で、齲歯の有病率の内容からミュータンスより密接であることがわかる。

## 利用
レンサ球菌は乳酸菌にも分類されている。ストレプトコッカス属サーモフィルス(Streptococcus thermophilus)は発酵乳製品に含まれており、乳酸菌のブルガリア菌とともに一般的にヨーグルト（例えばブルガリアヨーグルト）の製造に利用されている。この菌は、ヨーグルトの滑らかな粘り気を出し、産生するギ酸はブルガリア菌の育成に欠かせない。